# Костёл Святого Казимира (Жлобин)
Костёл Святого Казимира — бывший католический храм в городе Жлобине, Гомельская область Беларуси. Сегодня в этом здании размещается Жлобинский историко-краеведческий музей.

## История
Католическая традиция на Жлобинщине восходит к XIV веку. В 1399 году великий князь Витовт подарил Виленскому католическому епископству имение Стрешин, включающее «березинские земли» между Рогачёвом и Стрешином.
В 1782 году местечко Карпиловка (ныне в пределах Жлобина) посетил бобруйский декан. Согласно его описанию, в то время строился храм, освящение которого планировалось под титулом Божьего Тела. Здание было завершено в 1781 году, но имело только главный алтарь, без окон и боковых алтарей. Рядом находился более старый деревянный костёл, основанный семьёй Юдицких.
К 1805 году в карпиловской парафии насчитывалось 950 человек, допущенных к Причастию, и ещё 300 — не допущенных. В 1840 году в парафии числилось 1360 католиков. На территории Карпиловки, Жлобина и окрестных деревень проживало по несколько сотен верующих.
Около 1775 года в Жлобине была построена деревянная каплица с иконой Святого Казимира. Позже каплица была передана православной церкви. В конце XIX века, в связи с ростом населения и строительством железнодорожного узла, встал вопрос об открытии молитвенного дома. 11 июня 1905 года католики Жлобина направили прошение о разрешении создать молитвенный дом, которое было одобрено 17 июня. 26 июня 1906 года арендовали помещение для служб.
24 мая 1909 года жлобинские католики решили построить новый костёл. Комитет возглавил ксёндз Александр Бовтуть, настоятель костёла в Антушах. Строительство в Жлобине было осуществлено с использованием материалов разобранного костёла из Рогачёва, выкупленного за 900 рублей. Землю под храм (1203,5 кв. саженей) пожертвовал князь Друцкий-Соколинский.

## Костёл
Храм был освящён 18 февраля 1911 года ксёндзом Петровским. Первым настоятелем стал кс. Юзеф Владислав Серосек. Здание включало деревянный дом-плебанию с четырьмя комнатами и кухней, крытый гонтом, и сарай.
В разные годы в храме служили священники Калинкевич, Сянкевич, Теодор Рыла, Ян Беняш-Крживец, Карл Лупинович, Болеслав Валы, Казимир Мустейкис. В 1934 году костёл был закрыт. На короткое время службы возобновлялись во время немецкой оккупации, но после войны храм вновь был закрыт и превращён в детский сад, а в 1980-х — в краеведческий музей.
В 1990 году началось возрождение католической жизни. Весной 1991 года в Жлобин прибыл ксёндз Ян Саломон. 12 апреля 1992 года около 300 прихожан молились у стен здания, требуя возвращения костёла. Однако власти передали верующим здание магазина № 23 вместо исторического храма.

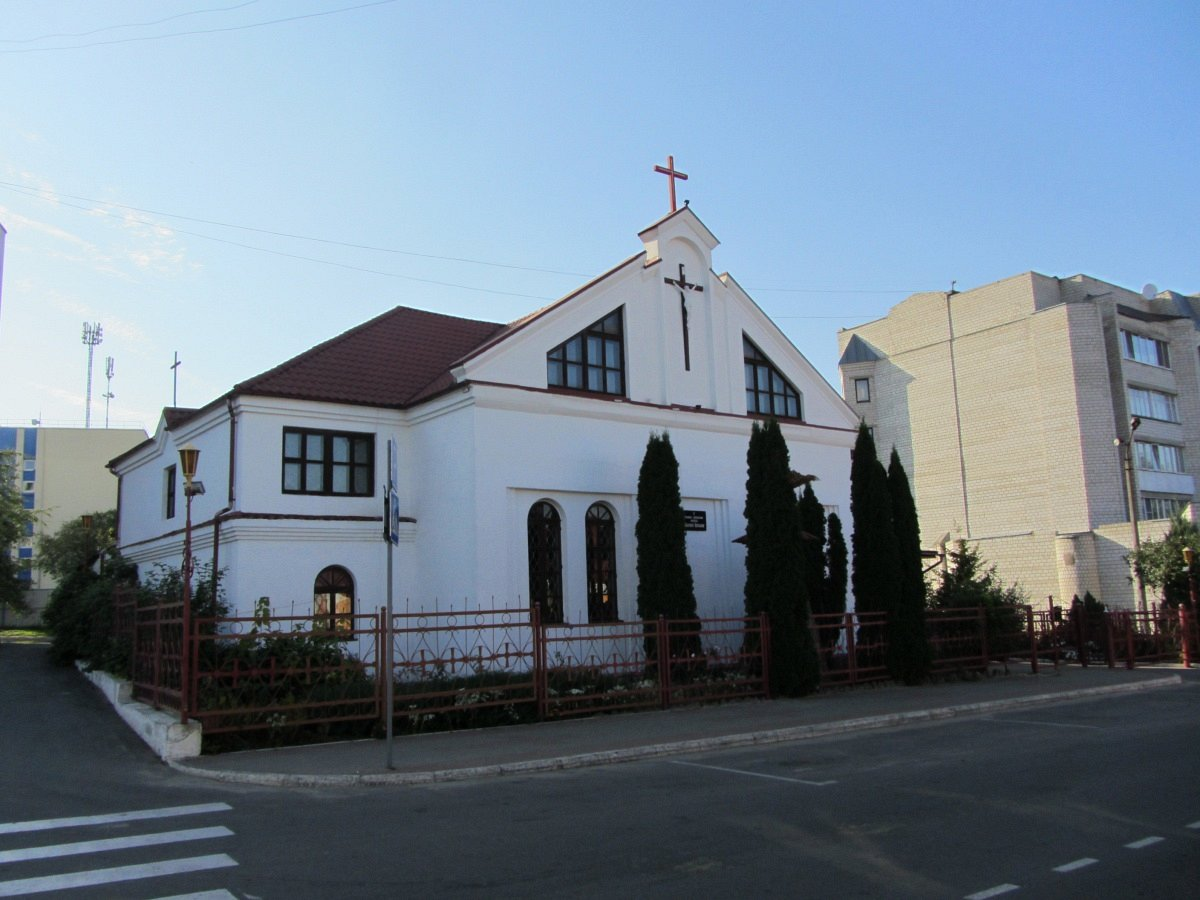
Бывший магазин № 23, переданный католикам

## Архитектура
Костёл имел длину 30 аршин, ширину — 14, кирпичный фундамент. Фасад поддерживался четырьмя колоннами. Храм и звонница были покрыты оцинкованным железом, стены — обшиты деревом. Алтари: два в честь Богоматери и один Святого Казимира. Сакристии располагались за главным алтарём.